# Anopheles jamesii
Anopheles jamesii este o specie de țânțari din genul Anopheles, descrisă de Theobald în anul 1901. Conform Catalogue of Life specia Anopheles jamesii nu are subspecii cunoscute.